# 勐海鸢尾兰
勐海鸢尾兰（学名：Oberonia menghaiensis）为兰科鸢尾兰属下的一个种。

## 扩展阅读
- 維基物種上的相關：勐海鸢尾兰